# Campeonato nacional de Estados Unidos 1905
Lista de los campeones del Campeonato nacional de Estados Unidos de 1905:

## Senior

### Individuales masculinos
Beals Wright vence a  Holcombe Ward, 6–2, 6–1, 11–9

### Individuales femeninos
Elisabeth Moore vence a  Helen Homans, 6–4, 5–7, 6–1

### Dobles masculinos
Holcombe Ward /  Beals Wright vencen a  Fred Alexander /  Harold Hackett, 6–4, 6–4, 6–4

### Dobles femeninos
Helen Homans /  Carrie Neely vencen a  Marjorie Oberteuffer /  Virginia Maule, 6–0, 6–1

### Dobles mixto
Augusta Schultz /  Clarence Hobart vencen a  Elisabeth Moore /  Edward Dewhurst, 6–2, 6–4
| Predecesor: 1904                         | Campeonato nacional de Estados Unidos 1905 | Sucesor: 1906                           |
| Predecesor: Campeonato de Wimbledon 1905 | Grand Slam 1905                            | Sucesor: Campeonato de Australasia 1906 |

- Datos: Q2419116